# Cruzobius atoyacus
Cruzobius atoyacus är en mångfotingart som beskrevs av Chamberlin 1942. Cruzobius atoyacus ingår i släktet Cruzobius och familjen stenkrypare. Inga underarter finns listade i Catalogue of Life.